# Tybet (1912–1951)
Tybet w latach 1912–1951 − okres w historii Tybetu, w którym był on faktycznie niezależny, chociaż jego niepodległość nie była uznawana na arenie międzynarodowej.
Po rewolucji Xinhai (1911–1912) i upadku dynastii Qing (1912) tybetańskie oddziały paramilitarne w 1912 zaatakowały i wyparły zaskoczony chiński garnizon z kraju. Władze chińskie zmuszone zostały do podpisania porozumienia, które zobowiązywało je do złożenia broni w Tybecie. W 1913 do kraju powrócił przebywający w Indiach Brytyjskich XIII Dalajlama, który musiał uciekać z kraju trzy lata wcześniej. Ogłoszono także niepodległość państwa.
W odpowiedzi na tybetańską deklarację niepodległości Wielka Brytania ogłosiła, że nadal uznaje Chiny za suwerena Tybetu, jednocześnie sprzeciwiając się ewentualnemu zbrojnemu rozwiązaniu konfliktu. Na konferencji w Simli na przełomie 1913 i 1914 roku z udziałem strony chińskiej, tybetańskiej i brytyjskiej ustalono podział Tybetu na część wewnętrzną, która miała zostać przyłączona do Chin, i zewnętrzną, znajdującą się pod chińskim protektoratem. Porozumienie to nie weszło w życie wskutek sprzeciwu strony tybetańskiej wobec chińskiego projektu przeprowadzenia linii granicznej. Wojska tybetańskie wyparły Chińczyków z części Khamu, który w 1918 podzielono na część chińską i tybetańską.

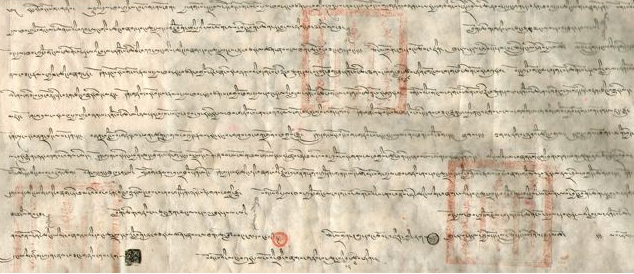
Traktat o przyjaźni i sojuszu pomiędzy Mongolią a Tybetem podpisany w 1913 po ogłoszeniu przez oba kraje niepodległości od Chin

W 1913 Agwan Dorżiew, wraz z dwójką innych przedstawicieli, podpisał w Urdze z Chanatem Mongolii porozumienie o wzajemnym uznaniu niepodległości.

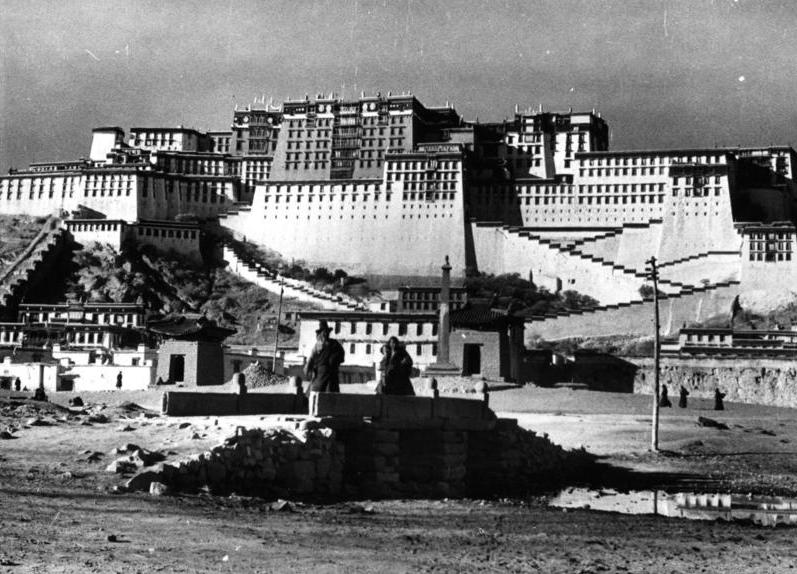
Pałac Potala − rezydencja władców Tybetu

Okres podziału władzy w Chinach pomiędzy licznych przywódców wojskowych wiązał się z osłabieniem tego kraju i ograniczeniem jego presji na Tybet. W efekcie osłabienia Chin XIII Dalajlama rządził, nie mając zewnętrznych problemów, zmarł w 1933 roku. W okresie międzywojennym Tybet kontrolował regiony Ü-Tsang, Amdo oraz zachodni Kham. Te dwa ostatnie znajdują się obecnie poza granicami Tybetańskiego Regionu Autonomicznego. Wschodni Kham, oddzielony rzeką Jangcy, znajdował się natomiast pod władzą oficera Liu Wenhui. Część Amdo (obecnej prowincji Qinghai) z miastem Xining było pod władzą Ma Bufanga z ludu Hui, który nieustannie usiłował rozszerzyć swoje panowanie na resztę regionu Amdo. W 1918 roku władze tybetańskie odzyskały kontrolę nad regionem Qamdo i zachodnim Khamem.
Pomimo osłabienia Chin, wplątania w wojnę domową i wojnę przeciw Japonii, kraj ten nigdy nie uznał faktycznej niezależności Tybetu i nie zrzekł się nad nim kontroli.
W 1949 roku walkę o władzę w Chinach ostatecznie wygrali komuniści Mao Zedonga. Tybet został zmuszony do uznania zwierzchności chińskiej, jednak rząd chiński starał się utrzymywać poprawne stosunki i w początkowych miesiącach nie miały miejsca żadne interwencje w rytm życia Tybetu. Przedstawiciel chiński obecny był także na uroczystościach kończących edukację młodego dalajlamy.
Na przełomie 1950 i 1951 roku wojska chińskie wkroczyły do Tybetu pod hasłem jego wyzwolenia, chińscy żołnierze dobrze traktowali ludność i prowadzili działania propagandowe. Władze w Pekinie zaproponowały także Tybetowi negocjacje pokojowe w celu uniknięcia dalszych działań zbrojnych. Militarna presja, raporty o dobrym traktowaniu i brak międzynarodowego wsparcia przekonały Tybetańczyków do rozpoczęcia negocjacji z chińską armią.
Kilka miesięcy później, w maju 1951 roku, reprezentanci Tybetu podpisali w Pekinie porozumienie z rządem Chińskiej Republiki Ludowej, potwierdzając chińskie zwierzchnictwo nad Tybetem. Porozumienie było ratyfikowane w Lhasie kilka miesięcy później.
W 1959 roku wybuchło antychińskie powstanie, po którym XIV Dalajlama zbiegł do Indii, odtąd duża część tybetańskiej arystokracji przebywa na emigracji. Powstanie zakończyło się dużymi stratami materialnymi i ludzkimi oraz pacyfikacją regionu.